# Cyborg Cop III
Cyborg Cop III (br:Cyborg Cop III - Resgate Espetacular), também conhecido pelo título Terminal Impact, é um filme estadunidense, do ano de 1995, dos gêneros ficção científica e ação, dirigido por Yossi Wein.

## Enredo
Um policial tenta deter um experimento científico que visa transformar jóvens estudantes em cyborgs mercenários. Ao mesmo tempo tem de proteger uma jornalista de uma máquina assassina.

## Elenco
- Bryan Genesse.......Max
- Frank Zagarino.......Saint
- Ian Roberts.......Sheen
- Steven Rymer.......Motorista do caminhão
- Tyrone Stevenson.......Oscar
- Hal Orlandini.......Cooper
- Lynne White.......Mãe dos estudantes
- Jenny McShane.......Eveylyn
- Jaques Marais.......Pai dos estudantes
- Jurgen Hellberg.......Derrick
- Justin Illusion.......Adam
- Martin Le Maitre.......Lennie
- Michael Brunner.......Dr. Phelps
- Tony Caprari.......Seth
- Hendrick Crawford.......Técnico sênior do laboratório
- Douglas Bristow.......Âncora da TV
- Brian Lucas.......Guarda do portão da Delta Tech
- J.D. Du Plessis.......Operador de câmera da TV
- Ian Yule.......Harvey